# 鄒漢勳

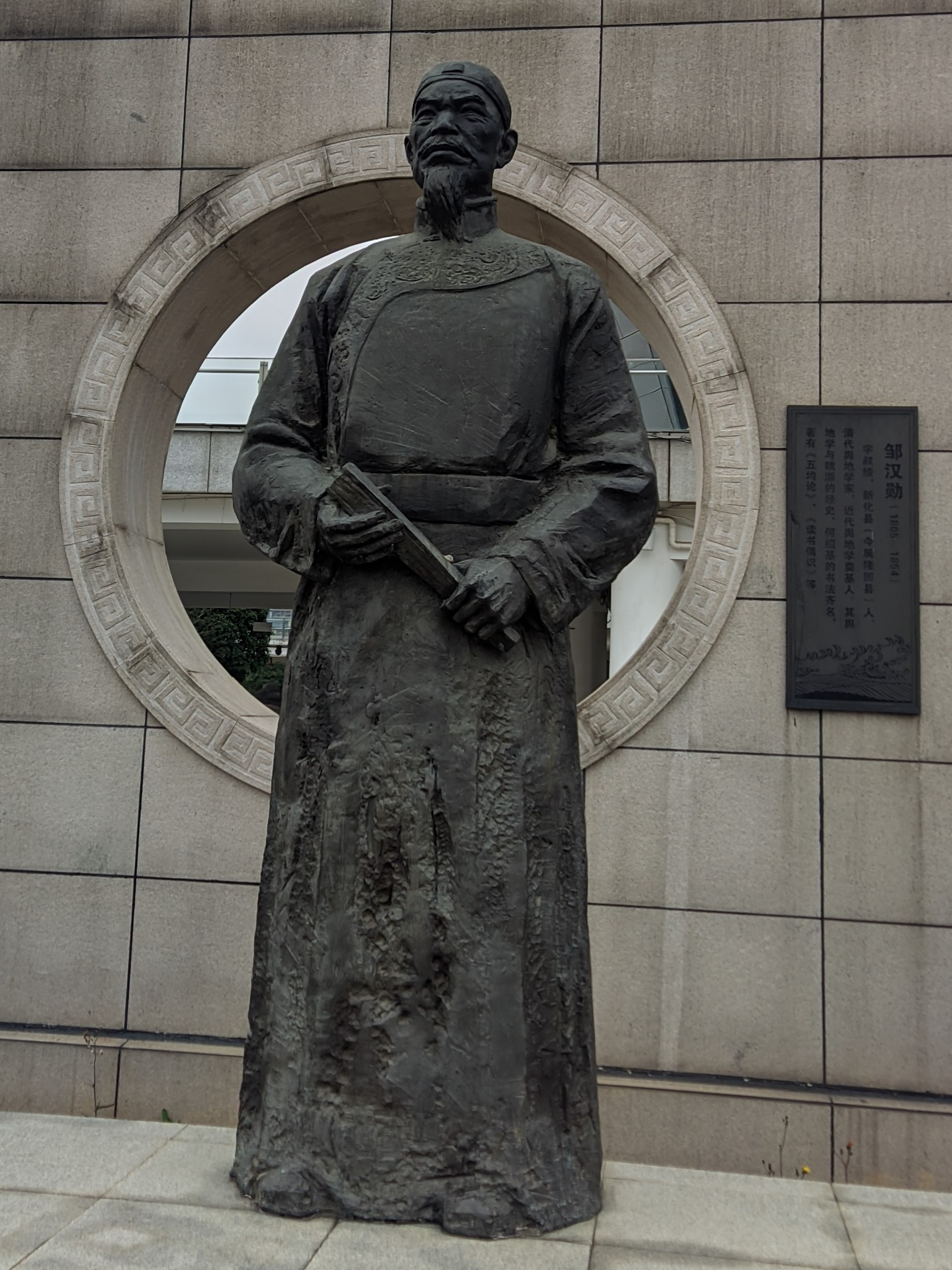
邹汉勋像

鄒漢勳（1805年—1853年），字叔绩，清朝湖南新化縣（今邵陽隆回縣）羅洪鄉人，清朝地理學家，鄒氏輿圖世家。
鄒文蘇三子，早年協助兄鄒漢紀編《春秋左氏地理說》，后自編《六国春秋》、《读书偶识》，肄業于长沙城南书院，從學于贺熙龄、丁取忠等。后與邓显鹤編撰《宝庆府志》和《新化县志》。咸豐元年，鄉試中舉。次年赴禮部會試不第。后與魏源編寫《尧典释天》。咸豐三年，入江忠源幕僚，升廬州直隸州同知；同年十二月，太平軍攻入廬州，鄒漢勳被殺。其著有《广韵表》、《说文谐声谱》、《贵州沿革表》、《水经移注记》、《南高平物产记》、《顓頊曆考》及《学艺斋诗集》等。